# Big Rock (Foothills No 31)
Big Rock (aussi connu sous son nom pied-noir : Okotok) est un bloc erratique de 16 500 tonnes situé sur la surface relativement plane des Prairies canadiennes en Alberta. Il est situé à Foothills No 31 à 8 km à l'ouest d'Okotoks. 
Ce grand bloc angulaire est brisé en deux morceaux. L'ensemble a une dimension de 41 m par 18 m et une hauteur de 9,1 m. Il est composé d'épaisse couche de quartzite micacé et feldspathique de couleur grise, rose et violacée,. 

## Histoire
Les Pieds-Noirs utilisaient le Big Rock comme point de repère pour localiser un passage à gué de la rivière Sheep. Le nom d'Okotoks provient du pied-noir o'kotok, qui signifie "rocher" et dont le nom peut être emprunté au rocher lui-même. Le rocher comprend des pictogrammes et a une importance culturelle pour les Amérindiens. Le gouvernement provincial l'a désigné comme ressource historique provinciale le 4 octobre 1978.
James Hector, un géologue de l'expédition Palliser, est le premier à avoir documenté le rocher en 1863 mais l'identifie erronément comme un klippe.